# Старков, Евгений Эммануилович
Евгений Эммануилович (Мануилович) Старков (1834—1886) — инженер-генерал-майор, начальник инженеров Московского военного округа.

## Биография
Родился в 1834 г.
Первоначальное образование получил в Главном инженерном училище, по окончании курса которого 13 августа 1852 г. произведён в прапорщики полевых инженеров; в 1854 г. он окончил курс в офицерских классах, откуда вышел в чине поручика и был зачислен на действительную службу в Санкт-Петербургскую инженерную команду. Отсюда он через год был переведен в Архангельско-Новодвинскую инженерную команду и получил поручение обследовать в военно-стратегическом отношении прибрежные пункты Белого моря и Соловецких островов и возвести укрепления в городах Кеми, Онеге, Сумском посаде и других, что он вполне успешно и выполнил в течение лета 1855 г.
После Крымской кампании Старков служил в инженерных командах Кронштадта и Оренбурга, а в 1859 г. принял участие в экспедиции, отправленной для рекогносцировки восточного берега Каспийского моря, под начальством полковника генерального штаба Дандевиля. Выступив 5 мая из Гурьева, экспедиция работала вплоть до 8 сентября того же года, и в течение этих четырёх месяцев ей была произведена топографическая съёмка почти всего восточного побережья Каспийского моря, причём ей несколько раз приходилось вступать в перестрелку с туркменами, а 19 августа она была вынуждена даже атаковать аул Чикишляр, где собралось до 1000 человек туркемен.
По окончании работ этой экспедиции Старков был командирован в Сыр-Дарьинские киргизские степи для производства нивелировочных съемок с целью изыскать средства к удобному орошению в бассейнах рек Яны-Дарья, Майнаме-Узяк и Куван-Дарья. В этом ряде командировок и изысканий Старков получил возможность обнаружить выдающиеся способности военно-полевого инженера.
Своей энергичной деятельностью он обратил на себя внимание вышестоящего начальства и в 1862 г. был переведён в Санкт-Петербургскую инженерную команду, а вскоре получил назначение помощником начальника крепостного отделения Главного инженерного управления, а в 1865 г., уже в чине подполковника, стал начальником Санкт-Петербургской инженерной команды, переименованной в 1868 г. в Санкт-Петербургское крепостное управление. Состоя и этой должности, он участвовал в ряде более или менее выдающихся по своему значению комиссий, между прочим — в комиссии для составления проекта устройства пожарной части в крепостях. За эти труды Старков был награждён орденами св. Анны 2-й степени (1871 г., императорская корона к этому ордену пожалована в 1873 г.) и св. Владимира 3-й степени (1879 г.)
20 апреля 1881 г. Старков был произведён в генерал-майоры, через три года награждён орденом св. Станислава 1-й степени, в 1885 г. получил назначение начальником инженеров Московского военного округа и в этой должности 6 июня 1886 г. скончался.
Погребён на Смоленском кладбище Санкт-Петербурга.